# Владыславово
Владыславово (пол. Władysławowo, кашуб. Wiôlgô Wies, нем. Großendorf) — город в Польше, входит в Поморское воеводство, Пуцкий повят. Расположен на Хельской косе. Имеет статус городской гмины. Занимает площадь 39,22 км². 
Население — 15 015 человек (на 2009 год).
На территории города расположена самая северная точка Польши.
В XII и XIV веках на картах на этом месте были отмечены деревни Велька Вес, Цетнево и Почернино.
В 1638 году парламент решил укрепить близлежащий Пуцк в военном отношении, построив военно-морской порт на побережье. Изначально король Владислав IV построил на берегу моря два форта: Владиславув и Казимежув. Затем недалеко от форта был построен порт, отмеченный на картах 1635–1636 годов как Владиславово.
Согласно переписи 1921 года в Велька-Весье проживал 641 человек.
15 мая 1929 года здесь была введена в эксплуатацию станция «Велька Вес — Галлерово» (ныне Владыславово).
С весны 1936 года началось строительство рыбацкого порта, который был открыт 3 мая 1938 года; в честь короля Владислава IV порт был назван Владыславово.
1 июля 1952 года Велька Вес, Галлерово и поселок у порта были объединены в одну административную единицу — гмину Владыславово. 30 июня 1963 года Владыславово получил права города, а в 1973 году — герб.
В 2000 году набережная города была переименована в Аллею звезд спорта.
В городе была основана первая радиостанция на кашубском языке — «Radio Kaszëbë», заработавшая в декабре 2004 года. В 2008 году штаб-квартира радио была перенесена в Румю, а в 2013 году — в Гдыню.

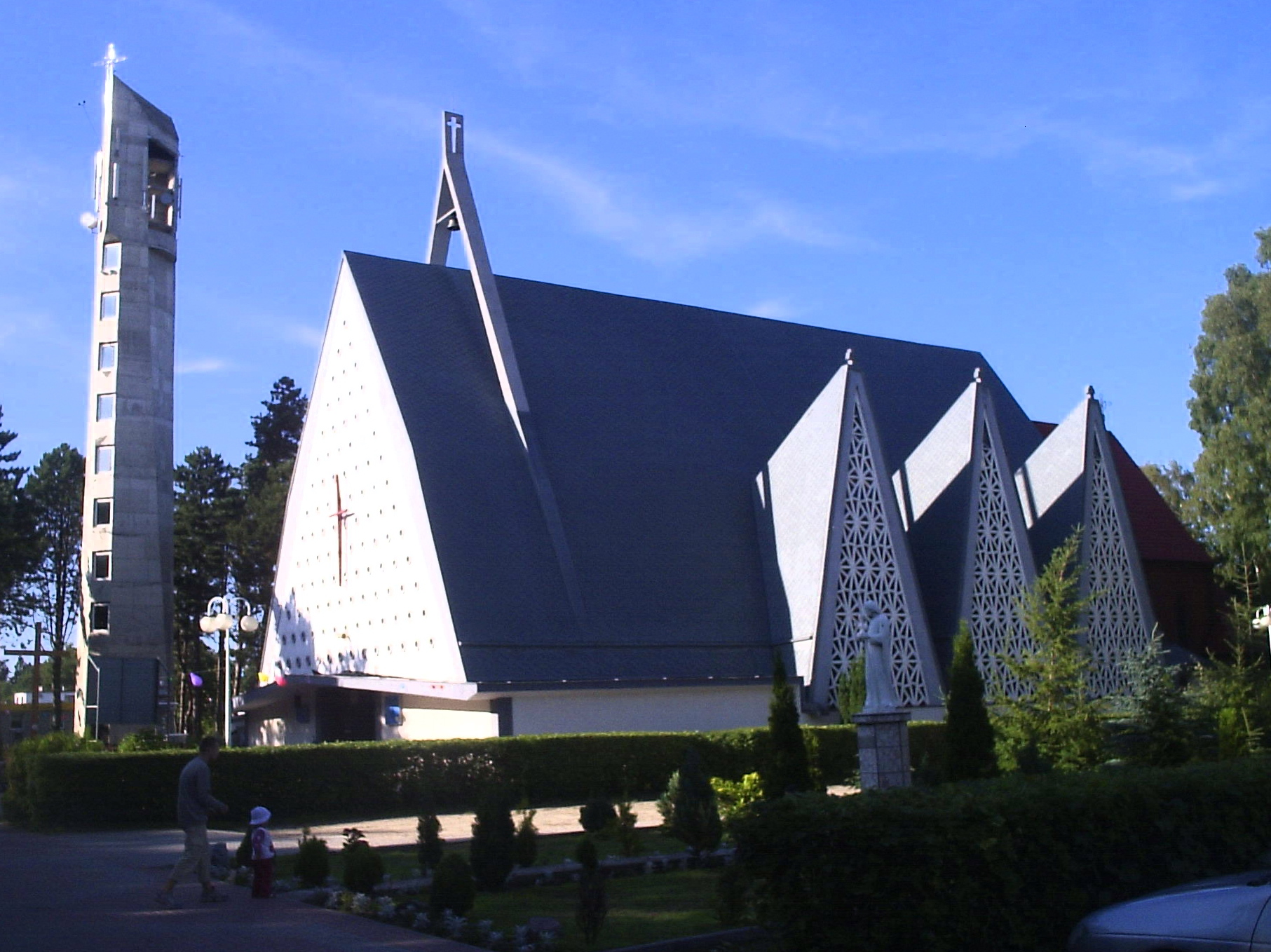
Костёл во Владыславове